# アップジョン社

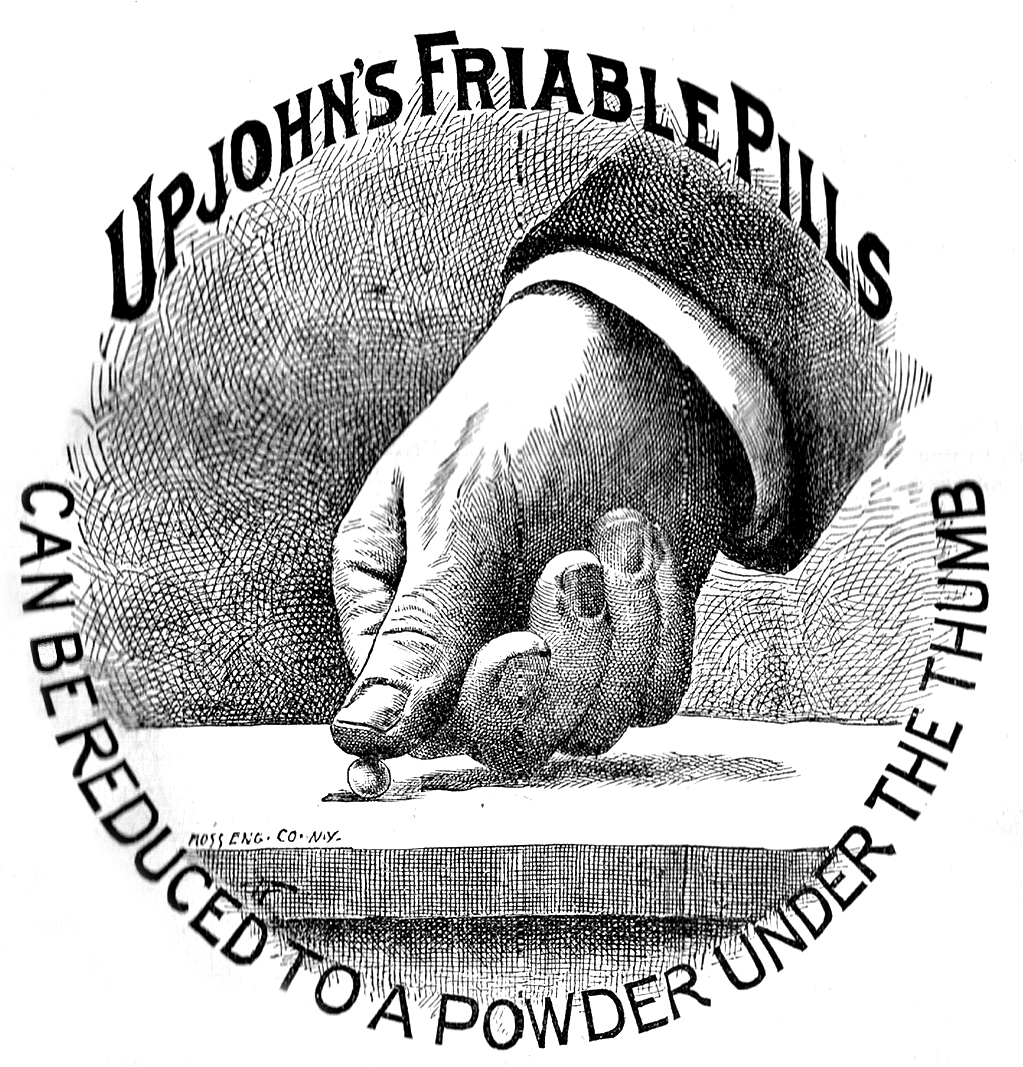
Upjohn Pill＆Granuleのロゴ、後にThe Upjohn Company

アップジョン社（英: Upjohn）は、ミシガン大学医学部を1875年に卒業したウィリアム・E・アップジョン博士によって、1886年にミシガン州カラマズーに設立された医薬品製造会社。当初は、消化しやすいように設計された「砕けやすい錠剤」を作るために設立された。
1995年、アップジョン社はヨーロッパを本拠地とするファルマシア社と合併し、ファルマシア・アップジョン社となった。その後、2003年に経営統合により、会社はファイザー社の一部となり、2020年更に分社化されヴィアトリス製薬となっている。

## 歴史
アップジョンは、1952年、副腎ステロイドのコルチゾンの大規模生産の工程を開発した。それまでにコルチゾンを調製する唯一の方法は、胆汁から分離されたコール酸から長い工程の合成が必要であった。 その後、同社はSchering社と共同して、細菌発酵によってコルチゾンをより強力なステロイドであるプレドニゾンに生化学的に変換することに成功。 ファイザーがファルマシア・アップジョン社を買収する前のアップジョンの最も有名な薬は睡眠導入剤のハルシオン。

## 日本アップジョン
- 1959年 米国アップジョン社と住友化学工業株式会社の合弁会社として日本アップジョン株式会社設立。
- 1985年 アップジョン・ファーマシュウティカルズリミテッド設立。（米国アップジョン社の100%出資会社として）
- 1994年 日本アップジョン（株）、住友化学工業（株）との合併を解消し、米国アップジョン社の100%出資子会社となる。
- 1995年 ファルマシア社と合併、ファルマシア・アップジョン社となった。
- 2001年 ファルマシア・アップジョン社と日本モンサント社の合併により、ファルマシア株式会社を設立。
- 2003年 ファルマシア社はファイザー社と合併。
- 2019年 ファイザー社がアップジョン事業部を設立。本社は中国・上海に置くことを発表。
- 2020年 アップジョン事業部が、マイラン合同会社と合併、新しく後発品を中心とする新会社「ヴィアトリス」を設立。

## レガシー
- MSL：Medical Science Liaison(メディカル・サイエンス・リエゾン（英語版）)、 医薬品の専門情報や臨床研究支援するために研究者とのコミュニケーションに関与する職種。製品プロモーションを行う営業部門による利益相反の管理のため2010年代から日本国内でも急速に普及が進んでいる、1967年にアップジョン社が世界で最初に採用。
- アップジョン医学記事賞：1981年から日本アップジョン社が開始、現在は、ファイザー医学記事賞となっている
- アップジョン社の思い出